# Mur du Janicule

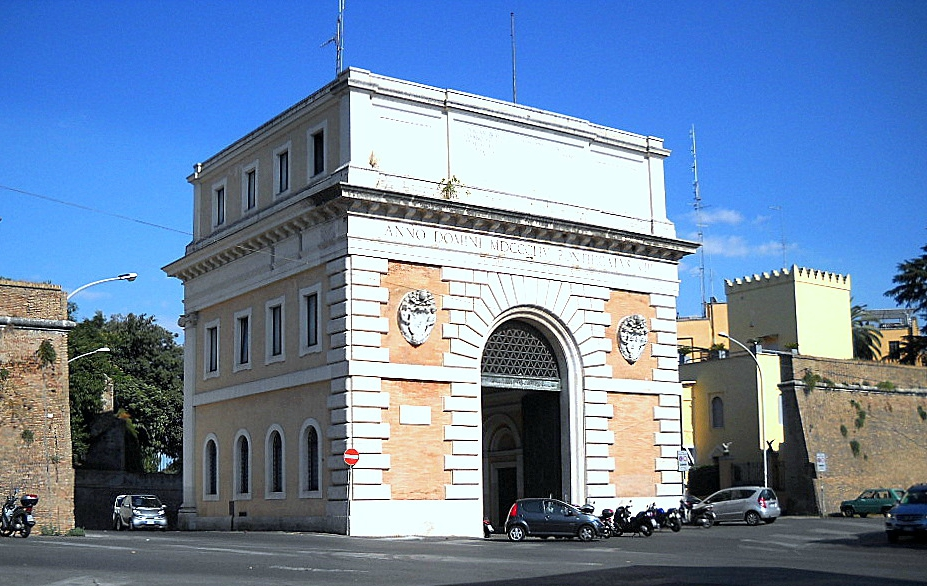
La Porta San Pancrazio reconstruite.

Le mur du Janicule est une enceinte défensive édifiée à Rome à l'initiative du pape Urbain VIII à partir de 1642 ; c'est le plus récent dispositif de ce genre dans cette ville.
Le mur prolonge vers le sud la muraille de la cité léonine qui protège le Vatican, sur la rive droite du Tibre et va rejoindre les bords du fleuve près du port antique, enfermant une grande partie du quartier du Trastevere. Endommagé en 1849 lors des combats opposant les milices de la République romaine aux troupes françaises, ses réparations commencent cinq ans plus tard.

## Histoire

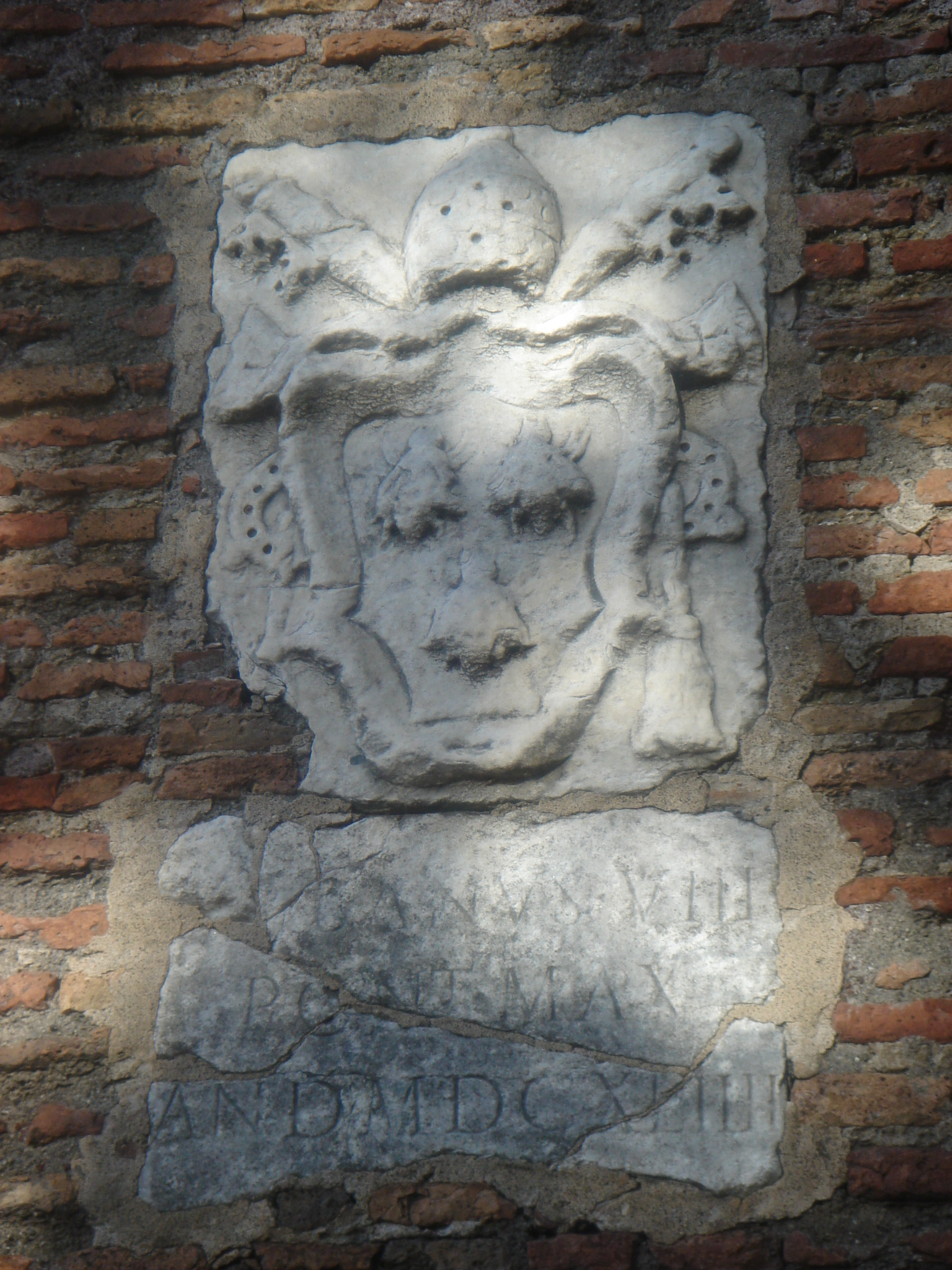
Blason d'Urbain VIII, enchâssé dans le mur du Janicule.

Dans l'Italie du XVIIe siècle, les familles Barberini à laquelle appartient Urbain VIII et Farnèse se livrent une guerre d'influence féroce ; la politique expansionniste des premiers aux dépens des seconds connaît son point d'orgue avec la guerre de Castro. Si les quartiers de Rome situés sur la rive gauche du Tibre sont moins exposés, ce conflit révèle l'insuffisance des défenses du Vatican et du Trastevere face à un assaut qui viserait cette partie de la ville où réside le pape.

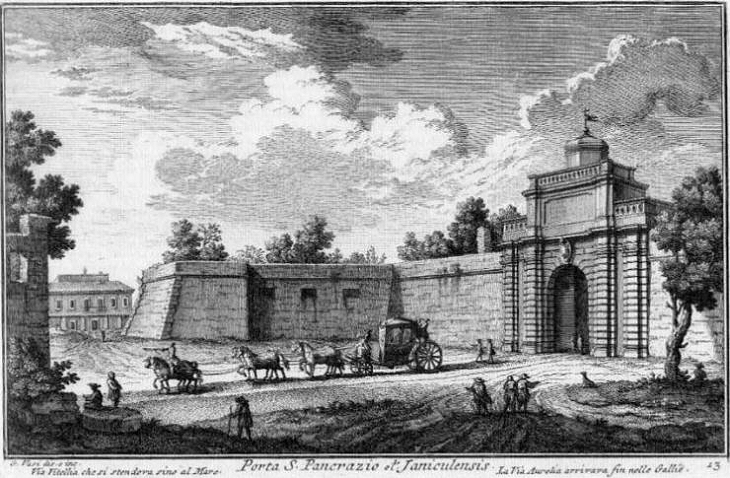
La Porta San Pancrazio en 1747, vue de l'extérieur.

Urbain VIII demande donc à Marcantonio De Rossi de concevoir la nouvelle enceinte, avec l'appui de Domenico Castelli et de Giovanni Bonazzini. Les premiers relevés sont faits en 1641, la construction proprement dite débute en 1642 pour s'achever en 1650 sous le pontificat d'Innocent X avec l'édification de la Porta Portese. Parallèlement, toute la partie du mur d'Aurélien situé dans le Trastevere est démontée. Pendant les deux siècles qui suivent, toutefois, aucune attaque n'est menée contre Rome et l'efficacité de l'enceinte n'est pas mise à l'épreuve. Des réparations sont malgré tout effectuées à au moins une dizaine de reprises entre 1658 et 1831.
La situation change au XIXe siècle et en 1849 des combats opposent les milices de la République romaine à l'armée française venu aider au rétablissement du pape — c'est l'« expédition de Rome ». Bien que le mur du Janicule soit l'enceinte la plus solide de la ville, l'artillerie a fait des progrès considérables depuis sa construction et les murailles sont détruites en huit endroits dont la porte San Pancrazio, entièrement démolie. Dès que son pouvoir est rétabli, Pie IX fait réparer les sections endommagées et reconstruire, de 1854 à 1857, la porta San Pancrazio sous la direction de l'architecte Virginio Vespignani.
Dans les années 2010, alors que l'état d'abandon de l'enceinte est constaté, des travaux de consolidation et de restauration sont engagés par l'organisme chargé de la surveillance et de la valorisation des biens culturels de la ville.

## Description

### Tracé

Tracé du mur du Janicule.

Le mur du Janicule se développe tout entier dans le quartier romain du Trastevere, sur la rive droite du Tibre. L'ensemble qu'il constitue avec les murs de la cité léonine mesure 7 km de long.
Presque sur la berge du fleuve au sud-ouest, au niveau où est construit en 1918 le nouveau pont Sublicio, la muraille s'ouvre par la Porta Portese qui remplace la Porta Portuensis du mur d'Aurélien ; elle commence tout de suite après à gravir les pentes du Janicule en direction de l'ouest et coupe le tracé du mur d'Aurélien.
Elle décrit ensuite un angle droit pour remonter vers le nord ; à partir de là, le mur d'Aurélien est enclavé dans la nouvelle enceinte. C'est sur ce tronçon, au sommet du Janicule, qu'est percée la Porta San Pancrazio doublant extérieurement l'ancienne Porta Aurelia du mur Aurélien.
Passé ce point haut, la muraille redescend la colline pour aller buter perpendiculairement sur la courtine méridionale de la cité léonine au niveau du bastion proche de la Porta Cavalleggeri et de la Piazza del Sant'Uffizio.

### Architecture

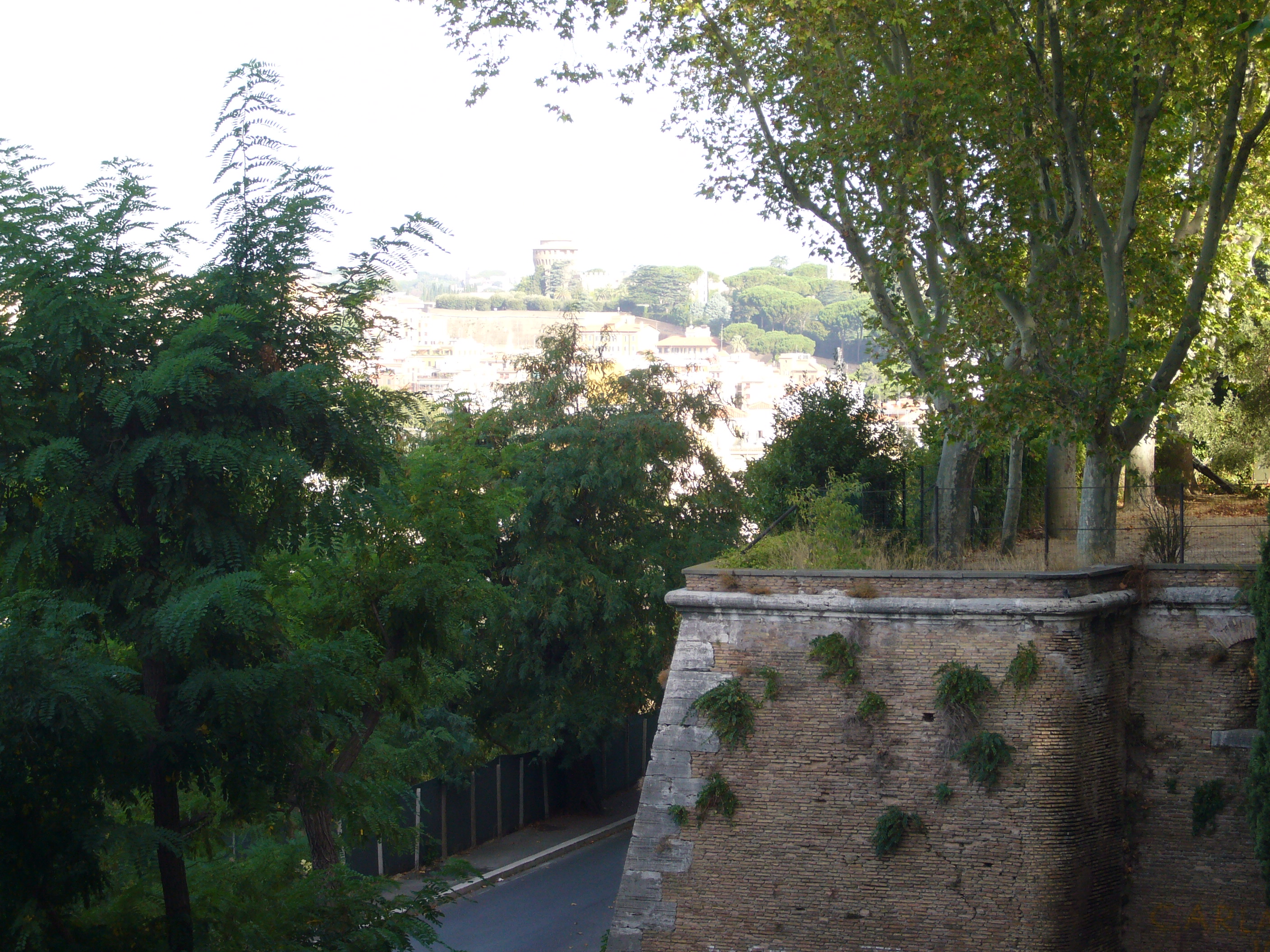
Bastion de l'enceinte (en contrebas, la Viale delle Mura Aurelie).

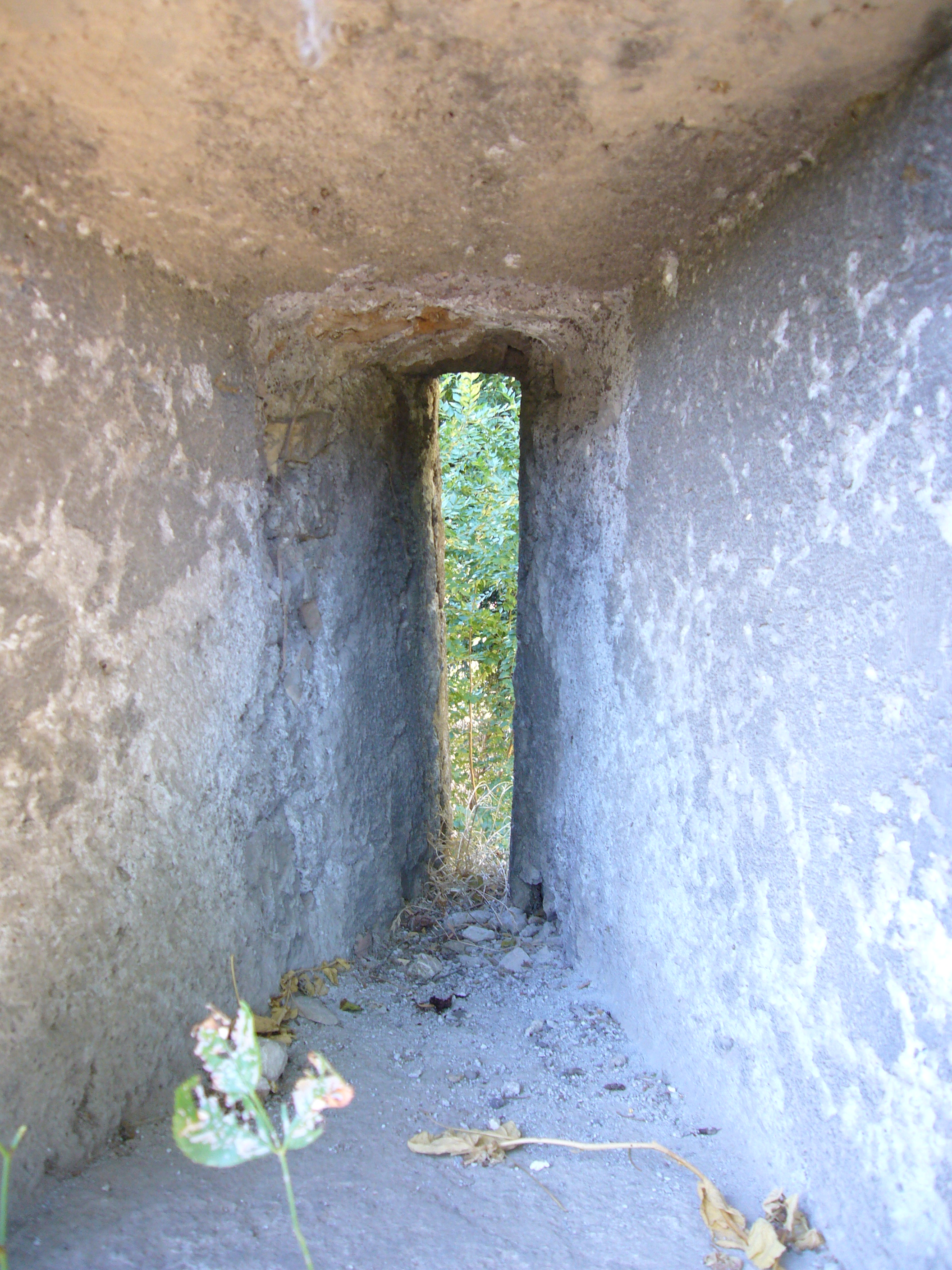
Meurtrière.

La partie méridionale de l'enceinte, au sud de la Porta San Pancrazio, est fortement endommagée par les combats de 1849. Elle est très largement reconstruite à partir de la seconde moitié du XIXe siècle et son aspect originel est difficilement reconnaissable. Au nord de cette porte, la partie descendante de la muraille est bien mieux conservée. 
La courtine est parementée de briques. Ces matériaux sont en grande majorité des remplois provenant de la démolition de la partie du mur d'Aurélien édifiée sur la rive droite du Tibre et devenue inutile.
Des bastions dont la paroi présente un fruit prononcé et dont le sommet constitue une plateforme pouvant accueillir des pièces d'artillerie renforcent, de place en place, les défenses du mur : la Viale delle Mura Aurelie longe extérieurement l'enceinte en suivant la ligne des bastions. Des meurtrières sont percées dans la partie supérieure de la courtine.

### Portes
La Porta Portese remplace la Porta Portuensis, perpendiculaire au Tibre, située à quelques centaines de mètres d'elle plus en aval le long de la Via Portuensis, ainsi que la partie attenante du mur d'Aurélien dont elle réutilise les matériaux de démolition pour sa construction. Les travaux commencent en 1643. Proche du port de Rome, la Porta Portese en a pris l'appellation. Géolocalisation : 41,8799, 12,4739.
La Porta San Pancrazio, au sommet du Janicule, est construite en 1644 tout contre la face externe de l'ancienne Porta Aurelia du mur d'Aurélien qui subsiste encore pendant un temps. Elle est détruite en 1849 et reconstruite cinq ans plus tard au même emplacement mais sur un plan beaucoup plus monumental. Elle doit son nom à la basilique San Pancrazio dont elle est proche.  Géolocalisation : 41,8803, 12,3912.

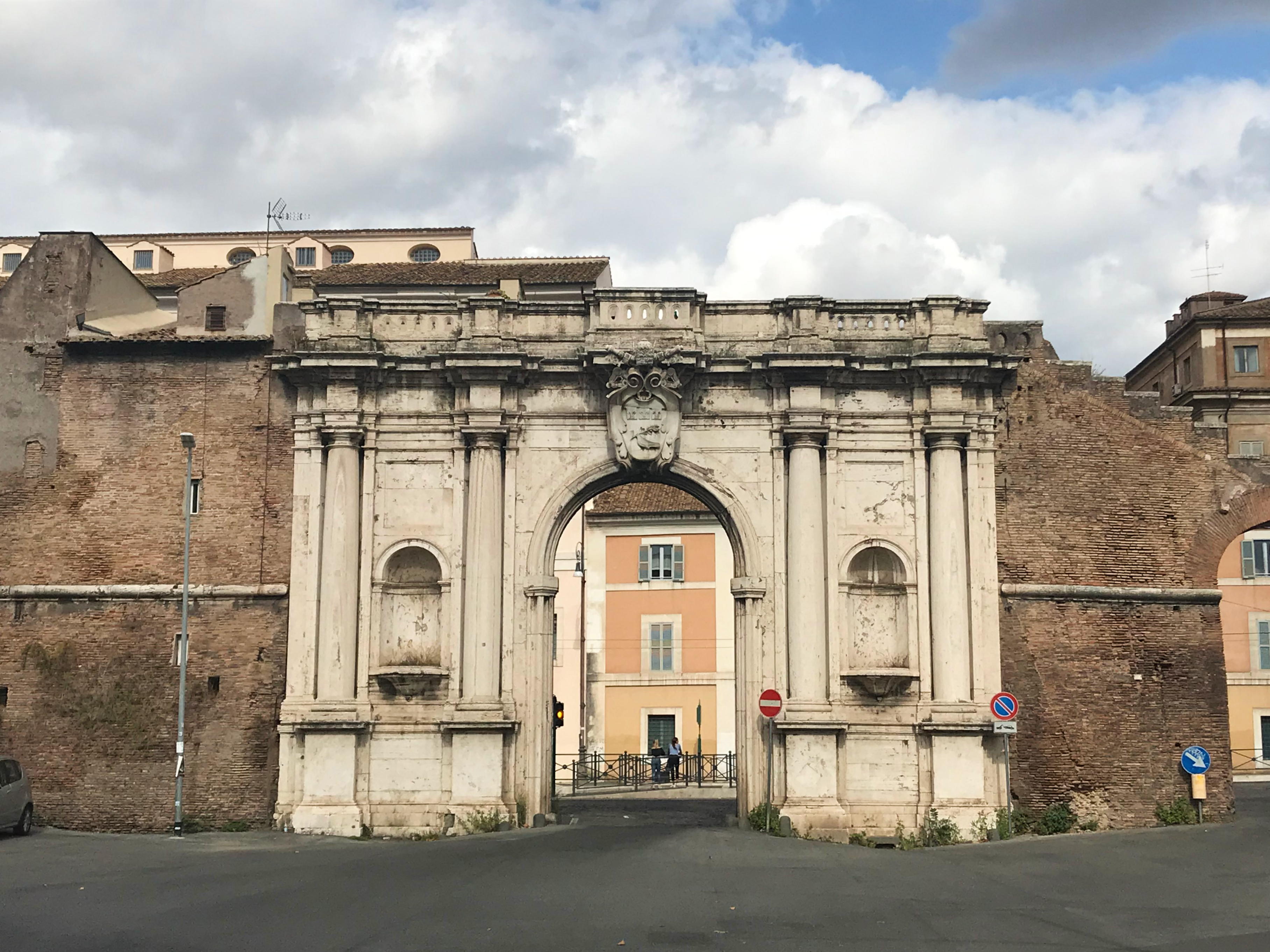
Porta Portese et vestiges de la courtine.
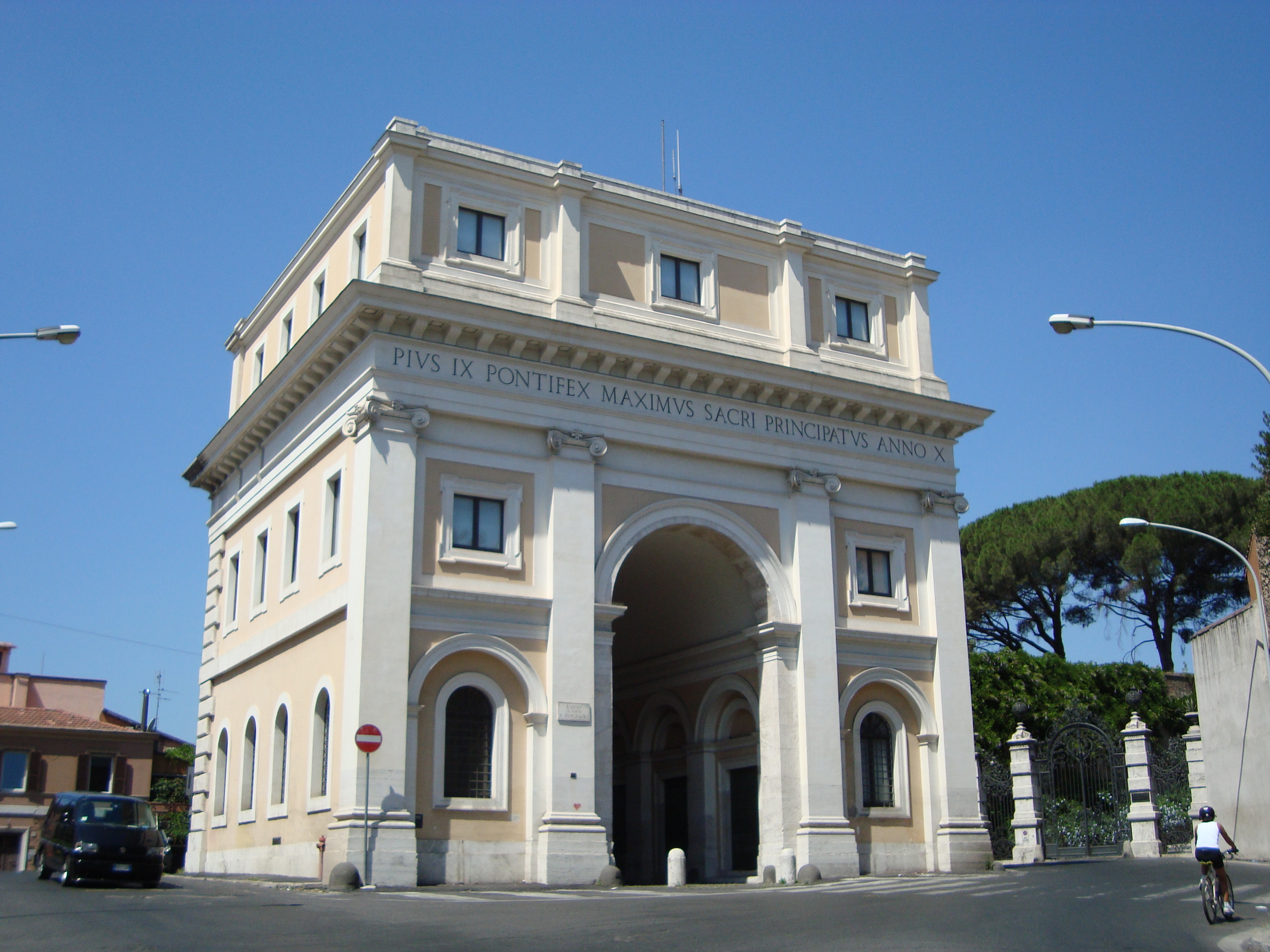
Porta San Pancrazio.